# Journal mathématique de Gauss

Le Journal mathématique de Gauss (allemand : Mathematisches Tagebuch von Carl Friedrich Gauß) est un journal personnel écrit par Carl Friedrich Gauss, où il a noté (en latin et sous une forme elliptique) ses découvertes mathématiques entre 1796 et 1814. 

## Historique
En 1796, Carl Friedrich Gauss, alors âgé de 19 ans, découvre la construction de l'heptadécagone régulier à la règle et au compas. Il entame alors un journal mathématique, où il note cette découverte (qu'il publiera deux mois plus tard) ; il continue à noter ses résultats, d'abord très fréquemment (70 entrées durant les dix-huit premiers mois), puis plus irrégulièrement jusqu'en 1814 (entrée n° 146), date à partir de laquelle son intérêt pour les mathématiques pures semble avoir diminué.
Le Journal est redécouvert en  1897 et publié en 1903 par Felix Klein ; il fait partie de l'édition de 1917 des œuvres complètes de Gauss,.
Une traduction française annotée a été publiée par Pierre Eymard et Jean-Pierre Lafon en 1956

## Exemples
Ces notes sont écrites en latin, le plus souvent sous une forme très abrégée et parfois codée.
L'entrée 1, datée du 30 mars 1796, est « Principia quibus innititur sectio circuli, ac divisibilitus eiusdem geometrica in septemdecim partes etc. » ([Principes sur lesquels reposent la division du cercle et sa divisibilité géométrique en 17 parties, etc.]), mentionnant sa découverte de la construction de l'heptadécagone régulier à la règle et au compas.
L'entrée 18 (10 juillet 1796), est  « ΕΥΡΗΚΑ. num. = Δ + Δ + Δ », affirmant sa découverte d'une preuve de ce que tout  entier est somme de trois nombres triangulaires, un cas particulier du  théorème des nombres polygonaux de Fermat.
L'entrée 43 (21 octobre 1796), est « Vicimus GEGAN » ([Nous avons conquis GEGAN]). Elle est restée mystérieuse jusqu'en 1997, lorsque Kurt Biermann découvrit un manuscrit de Gauss l'amenant à penser que GEGAN était l'inverse de l'acronyme NAGEG pour « Nexum medii Arithmetico-Geometricum Expectationibus Generalibus » ([Le lien attendu avec la moyenne arithmético-géométrique]), se rapportant à la relation entre cette moyenne et les fonctions elliptiques. 
La dernière entrée (146, datée du 9 juillet 1814) rapporte une observation reliant les résidus biquadratiques et les  fonctions elliptiques associées à la lemniscate, relation peut-être prouvée par Gauss par la suite, et démontrée « élémentairement » par Chowla en 1940. Plus précisément, Gauss y remarque que si {\displaystyle a+b\mathrm {i} } est un nombre premier de Gauss et si {\displaystyle a-1+b\mathrm {i} } est divisible par {\displaystyle 2+2\mathrm {i} }, alors le nombre de solutions de la congruence {\displaystyle 1=x^{2}+y^{2}+x^{2}y^{2}{\bmod {a+b\mathrm {i} }}}, en incluant {\displaystyle x=\infty ,\ y=\pm \mathrm {i} } et {\displaystyle x=\pm \mathrm {i} ,\ y=\infty }, est {\displaystyle (a-1)^{2}+b^{2}}.